# Кутер (Міссурі)
Кутер (англ. Cooter) — місто (англ. city) в США, в окрузі Пеміскот штату Міссурі. Населення — 343 особи (2020).

## Географія
Кутер розташований за координатами 36°2′48″ пн. ш. 89°48′33″ зх. д. / 36.04667° пн. ш. 89.80917° зх. д. (36.046694, -89.809170).  За даними Бюро перепису населення США в 2010 році місто мало площу 0,76 км², уся площа — суходіл.

## Демографія
Згідно з переписом 2010 року, у місті мешкало 469 осіб у 175 домогосподарствах у складі 133 родин. Густота населення становила 613 особи/км².  Було 191 помешкання (250/км²).
Расовий склад населення:
| - 97,9 % — білих - 1,9 % — чорних або афроамериканців |

До двох чи більше рас належало 0,2 %. Частка іспаномовних становила 0,4 % від усіх жителів.
За віковим діапазоном населення розподілялося таким чином: 28,4 % — особи молодші 18 років, 59,2 % — особи у віці 18—64 років, 12,4 % — особи у віці 65 років та старші. Медіана віку мешканця становила 35,5 року. На 100 осіб жіночої статі у місті припадало 93,8 чоловіків;  на 100 жінок у віці від 18 років та старших — 86,7 чоловіків також старших 18 років.
Середній дохід на одне домашнє господарство  становив 46 731 долар США (медіана — 41 382), а середній дохід на одну сім'ю — 56 265 доларів (медіана — 43 333). За межею бідності перебувало 9,6 % осіб, у тому числі 8,6 % дітей у віці до 18 років та 21,6 % осіб у віці 65 років та старших.
Цивільне працевлаштоване населення становило 198 осіб. Основні галузі зайнятості: виробництво — 29,3 %, сільське господарство, лісництво, риболовля — 28,3 %, освіта, охорона здоров'я та соціальна допомога — 14,6 %, роздрібна торгівля — 9,6 %.